# Liste der Bodendenkmäler in Guteneck
Auf dieser Seite sind die Bodendenkmäler in der Oberpfälzer Gemeinde Guteneck zusammengestellt. Diese Tabelle ist eine Teilliste der Liste der Bodendenkmäler in Bayern. Grundlage ist die Bayerische Denkmalliste, die auf Basis des Bayerischen Denkmalschutzgesetzes vom 1. Oktober 1973 erstmals erstellt wurde und seither durch das Bayerische Landesamt für Denkmalpflege geführt wird. Die folgenden Angaben ersetzen nicht die rechtsverbindliche Auskunft der Denkmalschutzbehörde.

## Bodendenkmäler in Guteneck
| Lage       | Objekt | Akten-Nr.     | Bild |
| ---------- | --- | ------------- | ---- |
| (Standort) | Siedlungen der Urnenfelderzeit und der Frühlatènezeit. | D-3-6539-0110 |      |
| (Standort) | Vorgeschichtlicher Bestattungsplatz mit mindestens sechs Grabhügeln und Funden der späten Bronzezeit sowie der frühen Latènezeit.                                   | D-3-6539-0111 |      |
| (Standort) | Mesolithische Freilandstation, vorgeschichtliche Siedlung, Bestattungsplatz des Frühmittelalters.                                                                   | D-3-6539-0125 |      |
| (Standort) | Siedlung der Spätbronze- und Urnenfelderzeit. | D-3-6539-0129 |      |
| (Standort) | Wüstung „Häuslmühle“. | D-3-6539-0163 |      |
| (Standort) | Archäologische Befunde und Funde im Bereich der katholischen Filialkirche St. Joseph in Unteraich, darunter die Spuren von Vorgängerbauten bzw. älterer Bauphasen.  | D-3-6539-0165 |      |
| (Standort) | Untertägige mittelalterliche und frühneuzeitliche Befunde der abgebrochenen Kirche St. Willibald und des abgebrochenen Schlosses von Weidenthal.                    | D-3-6539-0167 |      |
| (Standort) | Archäologische Befunde und Funde im Bereich der katholischen Filialkirche St. Stephan in Pischdorf, darunter die Spuren von Vorgängerbauten bzw. älterer Bauphasen. | D-3-6539-0176 |      |
| (Standort) | Archäologische Befunde des Mittelalters und der frühen Neuzeit im Bereich des Schlosses Guteneck, zuvor mittelalterliche Burg.                                      | D-3-6539-0179 |      |
| (Standort) | Vorgeschichtliche Siedlung. | D-3-6539-0228 |      |
| (Standort) | Vorgeschichtliche Siedlung. | D-3-6539-0231 |      |
| (Standort) | Vorgeschichtliche Siedlung, | D-3-6539-0232 |      |
| (Standort) | Vorgeschichtliche Siedlung. | D-3-6539-0233 |      |
| (Standort) | Siedlungen vorgeschichtlicher Zeitstellung und des frühen Mittelalters.                                                                                             | D-3-6539-0237 |      |